# Europa Sportregion
Het Europa Sportregion is de voormalige naam van een skigebied in Salzburgerland in Oostenrijk. Het gebied bestond uit drie kleinere skigebieden in Kaprun, Saalbach en Zell am See (Schmittenhöhe).
Het skigebied kende circa 300 km pisten. De hoogste piste lag op de 3029 meter hoge gletsjer Kitzsteinhorn.
Het samenwerkingsverband bood een gezamenlijke skipas aan waarmee alle pistes bezocht konden worden.